# Håkan Bergstedt
Håkan Bergstedt var en förlagspseudonym använd av Albert Bonniers förlag under åren 1933–1967.
Sammanlagt 35 översättningar utgavs under Håkan Bergstedts namn, och namnet förekom dessutom i tio antologier och i tidskriften All världens berättare. Namnet var en pseudonym för olika översättare och förlagsanställda.
Ett skäl att pseudonymen användes kunde vara att förlaget gjort så stora omarbetningar att det inte var rimligt att hävda att det var en översättares verk. I andra fall ville översättaren inte kännas vid den redigerade texten, och i åter andra fall ville översättaren vara anonym av andra skäl. Bland dem som fick översättningar utgivna under namnet fanns bland andra Sven Barthel, Cilla Johnson, Nils Holmberg, Staffan Andræ och Nils Petter Sundgren.

## Översättningar i urval
- Minister mördad av Philip MacDonald (eg. översatt av Anna Bagge, 1933)
- Peter i fara av Victor Bridges (eg. översatt av Sven Barthel, 1937)
- Eld ur berget av Norman Collins (eg. översatt av Dagny Henschen-Harrie, 1939)
- Pelle Erövraren av Martin Andersen Nexø (eg. översatt av Vera von Kraemer, 1944)
- Förbrända hjärtan av Synnöve Christensen (eg. översatt av Cilla Johnson, 1944)
- Intet är så sällsamt av James Hilton (eg. översatt av Nils Holmberg, 1948)
- Källan flödar av Rebecca West (eg. översatt av Elisabeth von Törne Arfwedson, 1957)
- Helgonet i Hollywood av Leslie Charteris (eg. översättare okänd, 1957)
- Året runt i Arktis av Peter Freuchen (eg. översatt av Axel Ljungberg, 1961)
- De tre musketörerna av Alexandre Dumas (eg. översatt av Claës Gripenberg, 1961)
- Allt var annorlunda av Vicky Baum (eg. översatt av Nils Holmberg, 1963)